# Concilio de Constantinopla (867)
El concilio de Constantinopla de 867 fue un importante concilio de la Iglesia, convocado por el Emperador Miguel III de Bizancio y el Patriarca Focio de Constantinopla para abordar varios temas eclesiásticos, incluida la cuestión de la supremacía papal en la Iglesia y el uso de la cláusula Filioque en el credo.

## Contexto

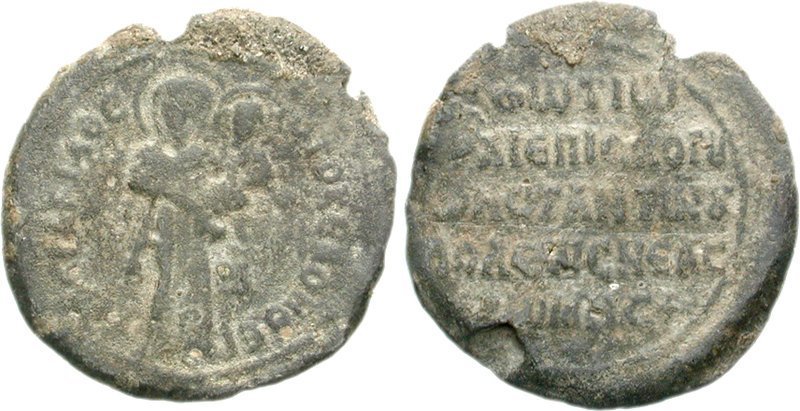
Sello del patriarca Focio de Constantinopla

Al menos cinco concilios (en 859, 861, 867, 869-870 y 879-880) se celebraron en Constantinopla durante la deposición del patriarca Ignacio de Constantinopla por el emperador Miguel III y su reemplazo por Focio. El Papa en desacuerdo celebró un sínodo en Letrán en el año 863 que invirtió la decisión de las Iglesias orientales y del Emperador; esto fue tomado por el Este como una intervención inaceptable del Papa de Roma. El papa Nicolás I había intentado eliminar a Focio y volver a nombrar a Ignacio como patriarca de Constantinopla por su propia autoridad y decreto. Así, el Papa intervino en asuntos de autoridad imperial, así como en los asuntos de las otras iglesias del Este y sus propios consejos y autoridades internas, que entendieron que estaban fuera de la jurisdicción del Papa de Roma (y quizás del resto del Oeste); en el momento de estos concilios no había otros patriarcas en el oeste que no fueran el papa de Roma,[cita requerida] mientras que había cuatro patriarcas del este).
El concilio de Constantinopla de 867 excomulgó al papa Nicolás I y lo declaró anatema. Además, se condenaron las pretensiones romanas de primacía papal, sus contactos con Bulgaria y la cláusula de Filioque.  El papa Nicolás I murió posteriormente y fue reemplazado por el papa Adrián II.

## Consecuencias
El concilio de 867 fue seguido por otro concilio de Constantinopla, celebrado en 869-870, que recibió apoyo papal y abolió el concilio de 867. Varios años después, se celebró el nuevo Concilio de Constantinopla en 879-880, restaurando las conclusiones del Consejo de 867. La Iglesia católica rechaza los concilios de 867 y 879-880, pero acepta el concilio de 869-870; lo contrario que las iglesias ortodoxas orientales.